# Vittorio Parrinello
Vittorio Parrinello (ur. 8 sierpnia 1983 roku w Piedimonte Matese) – włoski bokser, uczestnik letnich igrzysk olimpijskich w Pekinie i Londynie, medalista imprez światowych.
Należy do Włoskiej Armii Związku Sportowego.

## Kariera

### Początki
Przygodę z boksem zaczynał w wojskowym klubie Army Centrum Sport. Jako junior zadebiutował w 2001 roku na Mistrzostwach Europy. Przełom w karierze wydarzył się w 2006 roku, kiedy zdobył brąz na Mistrzostwach Unii Europejskiej, gdzie stanął na 3 miejscu podium obok Krzysztofa Rogowskiego. W 2008 roku zdobył srebro na Wojskowych Mistrzostwach Świata. W 2009, w Pescarze, zdobył złoto w wadze koguciej w rozgrywanych tam Igrzyskach śródziemnomorskich.
W 2011 roku został zatrudniony przez zespół Dolce e Gabbana Milano Thunder w kategorii koguciej, uczestniczy z nim w World Series of Boxing.
Uczestniczył w Mistrzostwach Europy w 2011 roku, odpadł w ćwierćfinale, a na Mistrzostwach Świata 2011 w Baku w drugiej rundzie przegrał z późniejszym mistrzem Lázaro Álvarezem z Kuby. W tym samym roku zdobył srebro na Wojskowych Mistrzostwach Świata.

### Igrzyska olimpijskie
W turnieju boksu w wadze koguciej na igrzyskach w Pekinie odpadł w drugiej rundzie po porażce z Tajwańczykiem Woraporajem Petchokoomem. Na kolejne igrzyska udał się dzięki osiągnięciom z Baku. W pierwszej rundzie pokonał reprezentanta Namibii, zaś w drugiej przegrał 9-11 z przyszłym mistrzem olimpijskim w tej wadze, Brytyjczykiem Lukiem Campbellem. Rozgrywki turniejowe zakończył na 9 miejscu.